# Império de Majapait
O Império de Majapait, Majapahit ou Wilwatikta (em javanês: Keraton Mojopahit; em indonésio: Kemaharajaan Majapahi; em sânscrito: मजापहित; romaniz.: majāpahita; em mandarim: 滿者伯夷; mǎnzhěbóyí) foi um reino indianizado baseado na parte oriental da ilha de Java, que existiu entre 1293 e 1527. Seu maior governante foi Hayam Wuruk, cujo reinado durou de 1350 a 1389, marcando o auge do império quando dominou os reinos do sudoeste marítimo da Ásia (atualmente os territórios da Indonésia, Malásia e Filipinas).
O império Majapait foi o último dos reinos hindus do Arquipélago Malaio e é considerado um dos maiores estados na história da Indonésia. Sua influência se estendia a estados em Sumatra, na península da Malásia, Bornéu e Indonésia oriental, embora a sua extensão seja um tema controverso.

## Etimologia
O nome Majapahit deriva do Javanês local, e significa "maja amarga". O orientalista alemão Berthold Lauder sugeriu que "maja" veio do nome javanês do Aegles Marmelos, uma árvore indonésia.